# Андроникашвили, Константин Иосифович
Константин Иосифович Андроникашвили (груз. კონსტანტინე იოსების ძე ანდრონიკაშვილი; 1887, Кварели — 1954, Тбилиси) — грузинский советский режиссёр и театральный педагог; драматург и переводчик. Заслуженный деятель искусств Грузинской ССР (1950).

## Биография
Родился 8 декабря (20 декабря по новому стилю) 1887 года.
В 1906—1910 годах учился в Париже в Сорбонне на литературном факультете. Одновременно работал в театре «Одеон» у Андре Антуана, где изучал режиссуру.
В 1911—1931 годах работал режиссёром в различных театрах Грузии. В 1931—1945 годах — в театрах СССР (Горький, Куйбышев и другие), в частности в Саратовском театре драмы.
С 1945 года Андроникашвили преподавал актёрское мастерство в Тбилисском театральном институте (с 1947 — профессор). Одновременно работал режиссёром в театре им. Марджанишвили.
Автор нескольких пьес. Перевёл на грузинский язык пьесы Софокла, Мольера, Лопе де Вега и др.
Умер 2 июля 1954 года.

## Награды
- Заслуженный деятель искусств Грузинской ССР (1950).